# Willie Adler

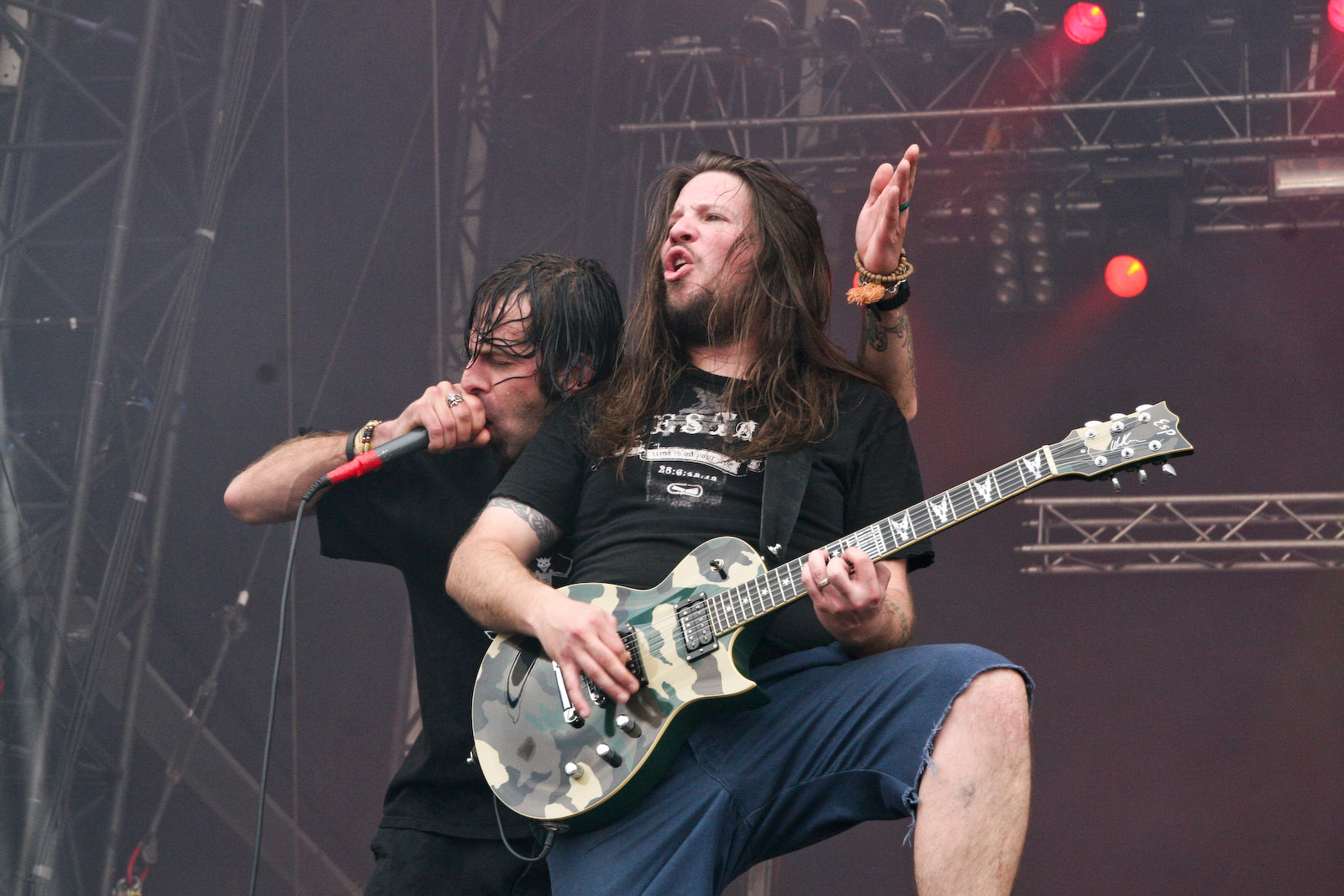

William M. Adler (nacido el 26 de enero de 1976) es el guitarrista rítmico en la banda de groove metal Lamb of God. Él es el hermano más joven de su compañero de banda Chris Adler. Willie se unió a Lamb of God después de que el primer guitarrista, Abe Spear, dejó la banda. Autodidacta, Willie es bien conocido por su estilo poco convencional de tocar, lo que incluye formas de acordes extraños / disonante, patrones exclusivos de distribución, ritmos impares, el uso elevado de dedo meñique de su mano de preocupación, recorre amplias entre trastes debido a un mayor alcance y ser un perfeccionista obsesivo con su mano derecha ritmo de juego. Él juega principalmente los irregulares staccato riffs en las canciones de Lamb of God, mientras que Mark Morton juega más de los ritmos groove orientados y solos. Willie no solo de vez en cuando, y dice que, Morton es más conocedor de las escalas y modos, que "ataca a los solos como un problema de división".Willie es descrito por el bajista John Campbell como un "buen guitarrista rítmico".Willie y su hermano Chris Adler han sido descritos como los más puristas del metal en la banda.

Willie es un compositor primario en Lamb of God. Sus canciones incluyen "Black Label", "11th Hour", "Blood Junkie", "Hourglass", "Blood of the Scribe", "Beating on Death's Door", "Ashes of the Wake", "Ruin" y "Again We Rise". Adler también coescribe canciones con Mark Morton, como escribió el desglose pre-solo a "Walk with me in Hell", y todos "In Your Words" hasta el final atmosférico que Mark Morton escribió. 

Una de sus influencias que lo introdujo en la música fue Metallica cuando tenía 11 años. Cuando no está de gira, escribiendo o grabando con Lamb of God , Willie disfruta de su tiempo libre en casa con su esposa Brandy, sus tres hijos y sus perros. También le gusta trabajar en la casa y en la cocina. Tiene un tatuaje de un plato de pollo frito bajo su estómago, lo cual puede verse en el DVD en vivo "Killadelphia". Si bien en esta gira, después de un show en Leeds (Reino Unido) durante la filmación del DVD el director Doug Spangenberg pagó 30£ a una prostituta para limpiar el autobús de la gira topless. Se le conoce como el "comodín" del grupo.
Willie ha trabajado recientemente con la banda de metal de Houston Vehement para producir las seis pistas del CD promocional.